# Jen Psaki
Jennifer Rene "Jen" Psaki (pronunciat /sɑːkiː/; Stamford, 1 de desembre de 1978) és la directora de comunicacions i portaveu davant la premsa de la Casa Blanca sota l'administració del president dels Estats Units Joe Biden. Anteriorment, ja va ser la directora de comunicacions i portaveu, entre el 2015 i el gener de 2017, sota l'administració del president Obama, alhora que va exercir com a portaveu del Departament d'Estat dels Estats Units així com també es va encarregar de diversos aspectes de premsa i comunicacions de la presidència. Des del febrer de 2017 és comentarista política de la CNN.

## Biografia

### Primers anys
Psaki és d'ascendència grega i polonesa. Va néixer a Stamford, Connecticut. Es va graduar en el Greenwich High School en 1996 i en el College of William and Mary al 2000. És membre de la fraternitat Chi Omega. Al William & Mary, va ser nedadora d'esquena per a l'equip atlètic William & Mary Tribe durant dos anys.

### Carrera
Psaki va començar la seva carrera política l'any 2001 amb les campanyes de reelecció dels senadors demòcrates d'Iowa Tom Harkin i Tom Vilsack. Psaki es va convertir després en sotssecretària de premsa de la campanya presidencial de 2004 de John Kerry. De 2005 a 2006, Psaki va servir com a directora de comunicacions del representant Joseph Crowley i com a secretària de premsa regional per al Comitè de Campanya Demòcrata del Congrés.
Va ser secretària de premsa de la campanya presidencial de Barack Obama de 2008, recorrent tot el territori estatunidenc. Després que Obama guanyés les eleccions, Obama va nomenar Psaki com a sotssecretària de Premsa de la Casa Blanca i va ser promoguda a sotsdirectora de Comunicacions el 19 de desembre de 2009. El 22 de setembre de 2011, Psaki va deixar el càrrec per convertir-se en vicepresidenta sènior i directora gerent de l'oficina de Washington DC de l'agència de relacions públiques de l'empresa Global Strategy Group.
Al 2012, va tornar a la comunicació política com a secretària de premsa de la campanya a la reelecció d'Obama. L'11 de febrer de 2013, Psaki es va convertir en portaveu del Departament d'Estat dels Estats Units. La seva gestió en el Departament d'Estat va alimentar les especulacions que probablement reemplacés el secretari de premsa de la Casa Blanca Jay Carney quan es va retirar, però el 30 de maig de 2014, es va anunciar que Josh Earnest seria el substitut.

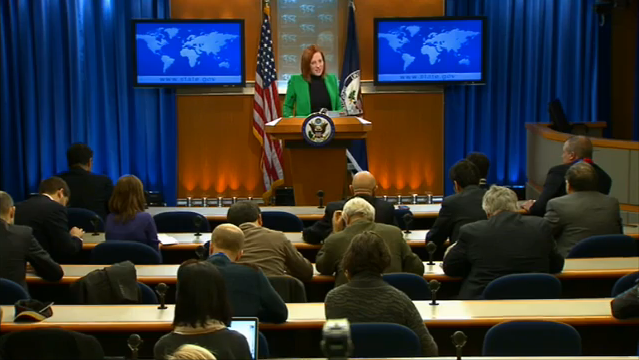
Psaki en una conferència de premsa.

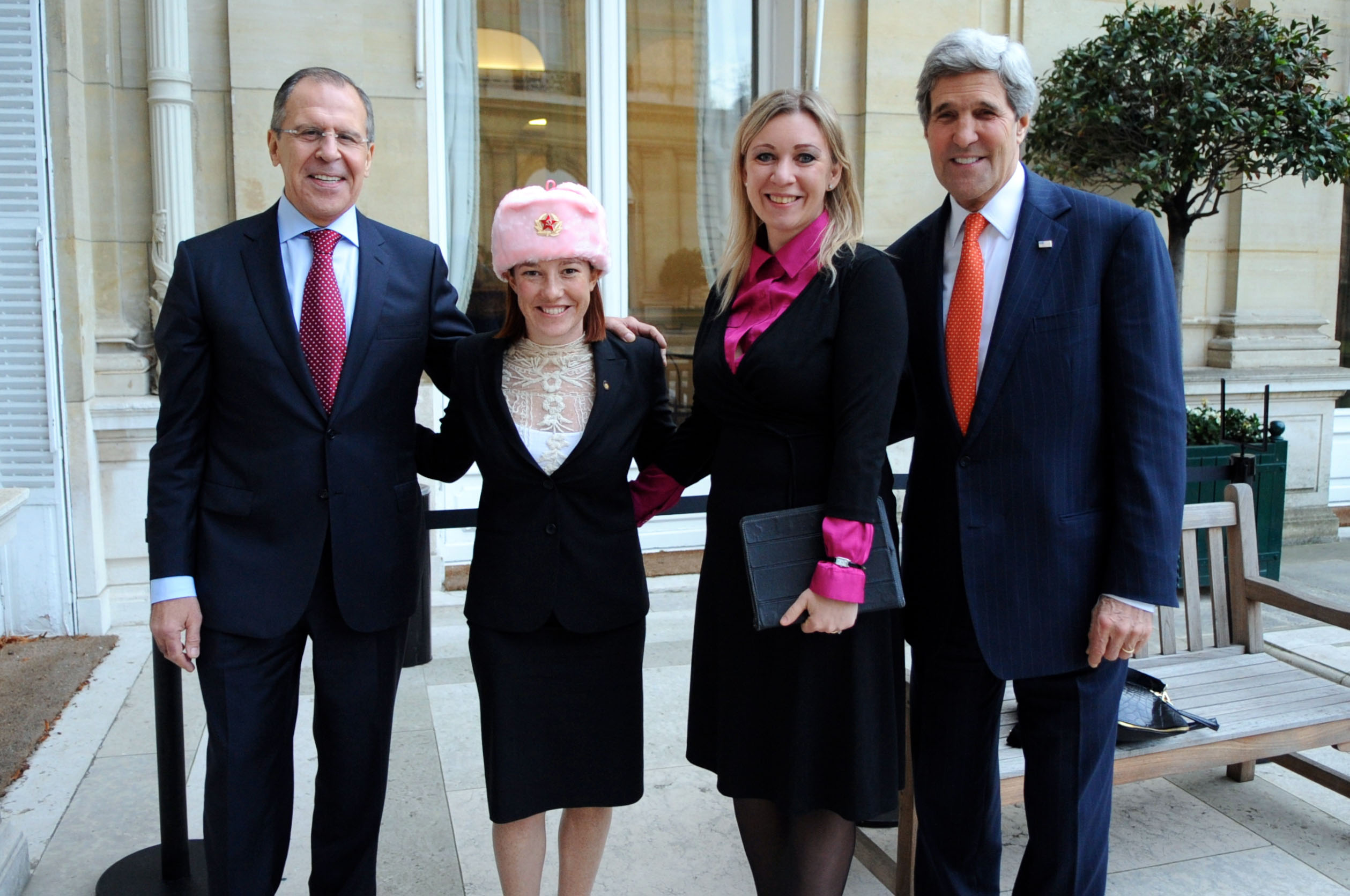
D'esquerra a dreta: Serguéi Lavrov, Jen Psaki, Maria Zakharova i John Kerry, a París, França, el gener de 2014. Psaki porta posada una ushanka regalada per la seva homòloga russa.

L'any 2014, arran del referèndum sobre l'estatus polític de Donetsk i Lugansk, Psaki va declarar que «cap nació civilitzada reconeixerà els resultats. I si Rússia fa un pas més per tornar a representar la seva il·legal annexió de Crimea a l'est o al sud d'Ucraïna i envia més forces sobre la frontera, seguiran les dures sancions dels Estats Units i de la Unió Europea».
Durant l'conflicte entre la Franja de Gaza i Israel de 2014 va criticar el govern d'Israel després de bombardejar una escola de les Nacions Unides a Gaza. En un comunicat, va qualificar l'atac de «desgraciat» i va dir que «les coordenades de l'escola havien estat comunicades de manera repetida» a l'exèrcit israelià. En una altra part del comunicat va instar Israel a «fer més per complir amb els seus propis estàndards i evitar morts civils. La sospita que militants [de Hamás] estaven operant en les rodalies no justifica atacs que posin en risc les vides de tants civils innocents».
Al desembre de 2014, després de donar-se a conèixer la participació de Cuba en la VII Cimera de les Amériques a Panamà, Psaki va advertir implícitament que l'assistència de Cuba a la cimera seria «una burla a l'esperit de la Carta Democràtica Interamericana». No obstant això, va ser desmentida després per un altre funcionari del Departament d'Estat, que va donar a entendre «tàcitament» que els Estats Units no s'oposaven a la participació de Cuba en la cimera.
El març de 2015, Psaki realitzava una roda de premsa sobre un intent de cop d'estat frustrat contra el president de Veneçuela Nicolás Maduro. Va dir que «els Estats Units no recolzen transicions per mitjans inconstitucionals. Les transicions polítiques han de ser democràtiques, pacífiques i legals». La qual cosa va produir diverses reaccions entre els periodistes allà presents. Miguel Tinker Salas, historiador i escriptor va titllar les declaracions de «ridícules».
Maria Zakhàrova, portaveu del Ministeri d'Afers Exteriors de Rússia, ha estat comparada amb Psaki per la premsa russa.

### Vida personal
L'any 2010, es va casar amb Gregory Mecher, director financer adjunt del Comitè de Campanya Demòcrata del Congrés dels Estats Units.